# Станко Станић
Станко Станић (Утуловићи код Фоче, ФНР Југославија, 8. мај 1954) српски је универзитетски професор и доктор економских наука. Бивши је ректор Универзитета у Бањој Луци и декан Економског факултета у Бањој Луци.

## Биографија
Рођен је у Утуловићима, у близини Фоче, 8. маја 1954. Основну школу и Гимназију је похађао у Бањој Луци.
Завршио је студије на Економском факултету Универзитета у Бањој Луци где је дипломирао 1978. Магистрирао је 1981. на Економском факултету у Загребу, а докторирао 1985. на Економском факултету Универзитета у Сарајеву. На Економском факултету Универзитета у Бањој Луци је запослен од 1979. Редовни професор постао је 2006, а прије тога је био ванредни професор од 1995. године. Био је декан факултета између 1998. и 2006, када је изабран за ректора Универзитета у Бањој Луци. Дана 16. маја 2012. изабран је једногласно за ректора, што му је био други мандат. Од 2016. године је декан Економског факултета Универзитета у Бањој Луци.